# Georges Prêtre
Georges Prêtre (ur. 14 sierpnia 1924 w Waziers, zm. 4 stycznia 2017 w Navès) – francuski dyrygent.
Studiował u Maurice’a Duruflé i André Cluytensa w konserwatorium w Paryżu. Debiutował w 1956 w paryskiej Opéra-Comique w Capriccio Richarda Straussa. Wkrótce rozpoczął działalność w Europie i USA, osiągając największe sukcesy w teatrach operowych, m.in. londyńskim Covent Garden, nowojorskim Metropolitan Opera i mediolańskiej La Scali.
Pracował często z Marią Callas, m.in. nagrał z nią Toscę G. Pucciniego i Carmen G. Bizeta.
Był dyrektorem Opery Paryskiej. Kawaler (1975) i Komandor (1980) Orderu Zasługi Republiki Włoskiej oraz Wielki Oficer Legii Honorowej (2009).
Na zaproszenie Herberta von Karajana, Georges Prêtre wystąpił po raz pierwszy w Wiedniu w 1962 r. jako dyrygent. W 2008 r. i po raz drugi w 2010 r. poprowadził transmitowany przez liczne stacje telewizyjne i radiowe koncert noworoczny dyrygując Wiedeńską Orkiestrą Filharmoniczną. Stał się najstarszym dyrygentem tego tradycyjnego koncertu.